# ローダーデール郡 (テネシー州)
ローダーデール郡（英: Lauderdale County）は、アメリカ合衆国テネシー州の西部に位置する郡である。2010年国勢調査での人口は27,815人であり、2000年の27,101人から2.6%増加した。郡庁所在地はリプリー市（人口8,445人）であり、同郡で人口最大の都市でもある。

## 歴史
ローダーデール郡は米英戦争で戦死した民兵士官ジェイムズ・ローダーデールに因んで名付けられた。

### ピロー砦の戦い
1861年、南軍がローダーデール郡内に大がかりな砦を建設し、ギデオン・J・ピロー将軍に因んでピロー砦と名付けた。この砦は戦略的な位置にあり、1864年のピロー砦の戦いで北軍が占領した。
ピロー砦州立公園には博物館があり、また砦が当初あった場所に防御工作物を再現した。

## 地理
アメリカ合衆国国勢調査局に拠れば、郡域全面積は507平方マイル (1,313.1 km2)であり、このうち陸地470平方マイル (1,217.3 km2)、水域は37平方マイル (95.8 km2)で水域率は7.23%である。
ローダーデール郡はニューマドリッド地震帯の南東端にあり、地震の危険性が高い。

### 主要高規格道路
- アメリカ国道51号線
- テネシー州道88号線
- テネシー州道19号線
- テネシー州道180号線
- テネシー州道87号線
- テネシー州道371号線
- テネシー州道181号線

### 隣接する郡
- ダイアー郡 - 北
- クロケット郡 - 東
- ヘイウッド郡 - 南東
- ティプトン郡 - 南
- ミシシッピ郡 (アーカンソー州) - 西

### 国立保護地域
- チカソー国立野生生物保護区
- ハッチー下流国立野生生物保護区（部分）

## 人口動態

人口ピラミッド

以下は2000年の国勢調査による人口統計データである。
| 基礎データ - 人口: 27,101人 - 世帯数: 9,567 世帯 - 家族数: 6,811 家族 - 人口密度: 22人/km2（58人/mi2） - 住居数: 10,563軒 - 住居密度: 9軒/km2（22軒/mi2） 人種別人口構成 - 白人: 63.82% - アフリカン・アメリカン: 34.08% - ネイティブ・アメリカン: 0.62% - アジア人: 0.16% - 太平洋諸島系: 0.02% - その他の人種: 0.52% - 混血: 0.78% - ヒスパニック・ラテン系: 1.16% | 年齢別人口構成 - 18歳未満: 24.8% - 18-24歳: 10.3% - 25-44歳: 31.2% - 45-64歳: 21.7% - 65歳以上: 12.1% - 年齢の中央値: 35歳 - 性比（女性100人あたり男性の人口） - 総人口: 108.1 - 18歳以上: 109.0 世帯と家族（対世帯数） - 18歳未満の子供がいる: 32.8% - 結婚・同居している夫婦: 49.7% - 未婚・離婚・死別女性が世帯主: 17.6% - 非家族世帯: 28.8% - 単身世帯: 25.6% - 65歳以上の老人1人暮らし: 11.1% - 平均構成人数 - 世帯: 2.55人 - 家族: 3.06人 | 収入と家計 - 収入の中央値 - 世帯: 29,751米ドル - 家族: 36,841米ドル - 性別 - 男性: 28,325米ドル - 女性: 21,238米ドル - 人口1人あたり収入: 13,682米ドル - 貧困線以下 - 対人口: 19.2% - 対家族数: 16.2% - 18歳未満: 24.7% - 65歳以上: 26.5% |

## 文化

### スリーピー・ジョン・エスティス
スリーピー・ジョン・エスティスはブルースのギター奏者、作詞家、歌手であり、リプリーで生まれた。1977年6月5日にヘイウッド郡ブラウンズビルの17年間過ごした家で死んだ。 ローダーデール郡ダーラムビルのエラム・バプテスト教会墓地に埋葬されている。

### 退役兵博物館
ホールズのダイアーズバーグ陸軍航空基地跡地にある退役兵博物館は、第一次世界大戦からイラク戦争まで軍事行動に関する資料の保存と文書化、および航空基地そのものの歴史の文書化のために建設された。

## 政府の機関
テネシー州矯正省が郡内ヘニングに近い未編入領域で西テネシー州立刑務所を運営している。以前にはコールドクリーク矯正施設もこの地域にあった。

## 都市と町

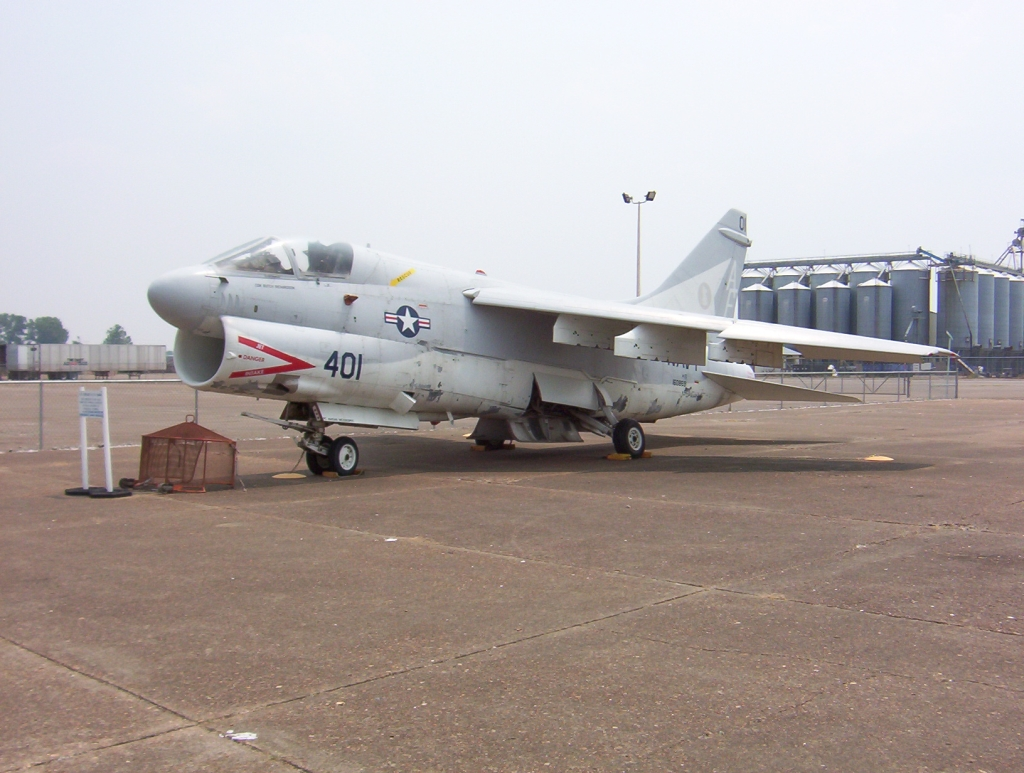
ホールズの退役兵博物館前に置かれているA-7 コルセア II、2006年撮影

- ゲイツ
- ホールズ
- ヘニング
- リプリー - 郡庁所在地

### 未編入の町
- ダーラムビル
- フルトン
- ゴールドダスト
- オリザ

## 著名な出身者

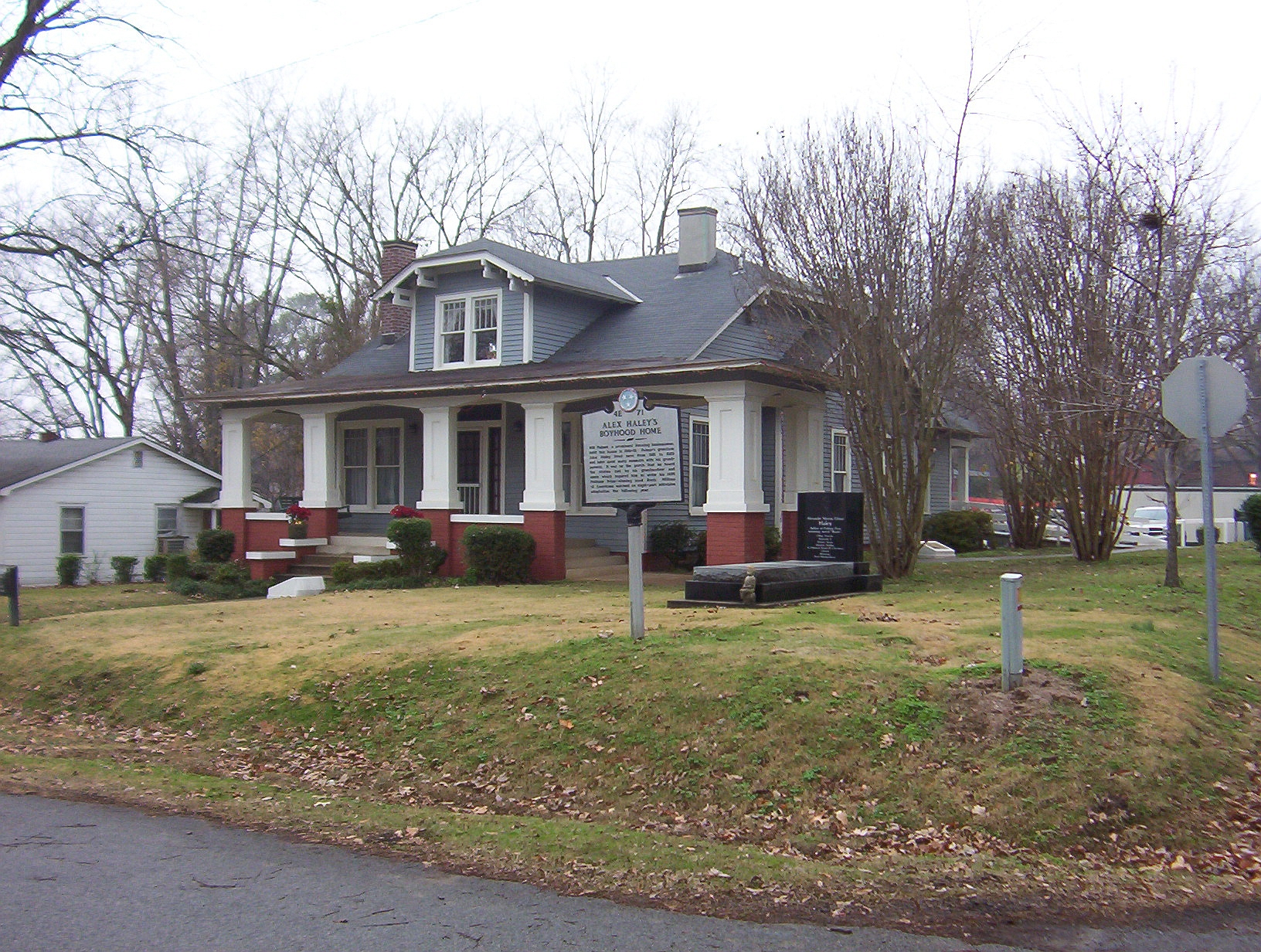
ヘニングにあるアレックス・ヘイリー子供時代の家、2007年撮影

- アレックス・ヘイリー - 作家、著書『ルーツ』（のちテレビドラマ化）で有名
- スリーピー・ジョン・エスティス、ブルースのギター奏者、リプリーで生まれた